# تپه علمدار
تپه علمدار مربوط به دوره ساسانیان - سده‌های اولیه دوران‌های تاریخی پس از اسلام است و در شهرستان ماهنشان، بخش مرکزی، دهستان اوریاد، ۲۰۰ متری شمال روستای پری، ۲۰متری شرق جاده پری، میانچ واقع شده و این اثر در تاریخ ۲۵ آبان ۱۳۸۷ با شمارهٔ ثبت ۲۳۸۳۸ به‌عنوان یکی از آثار ملی ایران به ثبت رسیده است.